# IronFX
Az IronFX-ként is ismert  IronFX Global online brókercéget 2010-ben alapította a ciprusi Limassolban Markos A. Kashiouris európai vállalkozó, akit 2013-ban Európa egyik legjobb vezérigazgatójává választottak.
2010 és 2013 között az IronFX-et olyan kitüntetésekkel jutalmazták, mint a Sina Corp Forex díj,  illetve megkapta a World Finance magazin Legjobb STP/ECN Bróker 2013 díját is. Az IronFX továbbá az FC Barcelona hivatalos partnere is volt egy ideig, de a közös kapcsolat rövid idejűnek bizonyult. Mint az 2015 tavasza után fokozatosan kiderült, a cég felépítése és struktúrája nemzetközi pilótajátékra lett kihegyezve.

## Története
Markos A. Kashiouris és Peter G. Economides 2010-ben Cipruson alapította az IronFX Global Limited-et egy korábbi vállalatból, mely IronFX Financial Services Limited-ként, később IronFX Limited-ként volt ismert. Majd a Ciprusi Értékpapír- és Tőzsdebizottság (CySEC) lett az IronFX engedélyező és szabályozó szerve.  A vállalat ezáltal megfelel a pénzügyi eszközök piacairól szóló (MiFID) irányelv rendelkezéseinek, így befektetési szolgáltatásokat nyújthat az Európai Unió teljes területén.  Az elmúlt három év legfontosabb mérföldkövei jól illusztrálják az IronFX fejlődését.
2013 októberében a vállalat megrendezte eddigi második legnagyobb, Kereskedelmi Legendák (Trading Legends) névre keresztelt FX versenyét, ahol a fődíj egy 150 000 dolláros STP számla vagy egy csúcskategóriás autó volt.
2013 júniusától, az IronFX nemzetközi terjeszkedési folyamatának részeként, az Egyesült Királyságban az IronFX Global UK Limited (az IronFX Global teljes tulajdonú leányvállalata) engedélyezését és szabályozását a Brit Pénzügyi Szolgáltatói Hatóság (FCA) végzi. A következő hónapban az IronFX-et pénzügyi szolgáltatóként jegyezték be Új-Zélandon is. 2012 óta az IronFX Global (Australia) Pty Limited engedélyező és szabályozó szerve az Ausztrál Értékpapír és Befektetési Bizottság (ASIC).
2011-ben az IronFX több kereskedelmi versenyt is hirdetett. Egy évvel később rendezte meg a Forex történetének legnagyobb versenyét, ahol a nyertes 150 000$ készpénz vagy egy csúcskategóriás autó közül választhatott.

## Működés

### Szolgáltatások
Az IronFX többek közt deviza (FX), részvény, határidős és nemesfém CFD (Contracts for Difference, magyarul „megállapodás a különbözetre”) ügyletekkel kapcsolatos szolgáltatásokat nyújt. A vállalat lakossági és intézményi devizakereskedelmi szolgáltatásait a világon számos szabályozó szervezet felügyeli.

### Engedélyek és szabályozás
Az IronFX-nek és leányvállalatainak brókeri tevékenységét az alábbi szervezetek engedélyezik, illetve náluk tagsággal rendelkezik:
- Az IronFX Global UK Limited engedélyező és szabályozó szerve a Financial Conduct Authority (FCA sz. 585561)[10]
- Az IronFX Global (Australia) Pty Limited engedélyező és szabályozó szerve az ASIC (AFSL sz. 417482)[12]
- Az IronFX Global (South Africa) (Pty) Ltd engedélyező és szabályozó szerve a Financial Services Board (FSP No 45276)[17]
- Az IronFX Global Limited engedélyező és szabályozó szerve a CySEC (engedélyszám: 125/10)[18]

### Kereskedelmi platformok
A megbízások és a kereskedelmi számlák MT4 platformon keresztül zajlanak.

### Kitüntetések
2011 óta az IronFx és munkatársai több díjat és kitüntetést vehettek át. A kitüntetések mellett az IronFX elismerésben részesült a történelem legnagyobb FX versenyének megrendezéséért. Többek közt a következő díjakkal jutalmazták:
- Markos A. Kashiouris vezérigazgatót Európa legjobb vezetői közé választották.[2]
- A legjobb fundamentális és technikai elemző 2013 – International Finance Magazine.[4]
- Exchange & Brokers Awards díj 2013 – Legjobb ügyfélszolgálat Ázsiában és Legjobb CFD kereskedő bróker Ázsiába 2013 a World Finance Magazine-tól.[4][23]
- 2013 Legjobb STP/ECN brókere díj a World Finance Foreign Exchange magazintól.[4][4]
- „Legjobb Forex Bróker  2013” díj a MENA 11. Forex kiállításán, melyet 2013. április 29-én, Dubaiban rendeztek meg.
- 2015-ben az IronFX elnyerte a „Legjobb Forex Oktatók” díjat az UK Forex Awards-tól.[24]
- 2016-ban az AI Global Media Ltd az „Európai pénzügyek legjobbjai” díjjal tüntette ki.[25]
- 2022-ben az IronFX elnyerte a Global Excellence Awards díját, mint a kiemelkedő online kereskedési partnerek programja.[26]

### Szponzori tevékenység
IronFX, az ágazat más FX vállalataihoz hasonlóan, kiveszi részét a rangos sportcsapatok támogatásából illetve jelentős események szervezéséből. Szponzori tevékenységére példák a következők:
- Az IronFX az FC Barcelona hivatalos partnere és nemzetközi szövetségese (kivéve Spanyolországban).[5][28][29]
- 2017 júniusában a cég az ORC World Sailing Bajnokság hivatalos szponzora lett.[30]